# Ballettmusik aus "Die Fledermaus"
Ballettmusik aus "Die Fledermaus" är en komposition (utan opusnummer) av Johann Strauss den yngre eller Richard Genée. Den spelades första gången den 5 april 1874 i Wien.

## Historia
Verket är den del av operetten Die Fledermaus (Läderlappen), där den ingår som balettmusik (Nr. 11a) i akt II för Prins Orlofskys stora bal. Baletten är uppdelade på fem helt olika delar, var och en med sin karaktäristiska nationaldans: Spansk, skotsk, rysk, böhmisk och ungersk. Strauss valde medvetet att inte ta med wienervals då den förekommer genom hela operetten för övrigt. Numera ersätts balettmusiken oftast med andra Straussverk (till exempel valsen Frühlingsstimmen eller polkan Unter Donner und Blitz) eller verk av helt andra kompositörer. Strauss skrev huvudsakligen musiken till operetten, medan stora delar av instrumenteringen utfördes av balettdirigenten Richard Genée. 

## Om verket
Speltiden är ca 7 minuter och 24 sekunder plus minus några sekunder beroende på dirigentens musikaliska tolkning.

## Weblänkar
- Ballettmusik aus „Die Fledermaus“ i Naxos-utgåvan.